# Rehovot
Rehovot (tiếng Do Thái: רחובות, tiếng Ả Rập: رحوبوت/رحوفوت) là một thành phố của Israel. Thành phố Rehovot thuộc quận Trung tâm, cự y 20 km về phía nam Tel Aviv. Thành phố Rehovot có diện tích 23,044 km2, dân số là 112.700 người (năm 2009).